# Pommes de terre à la lyonnaise

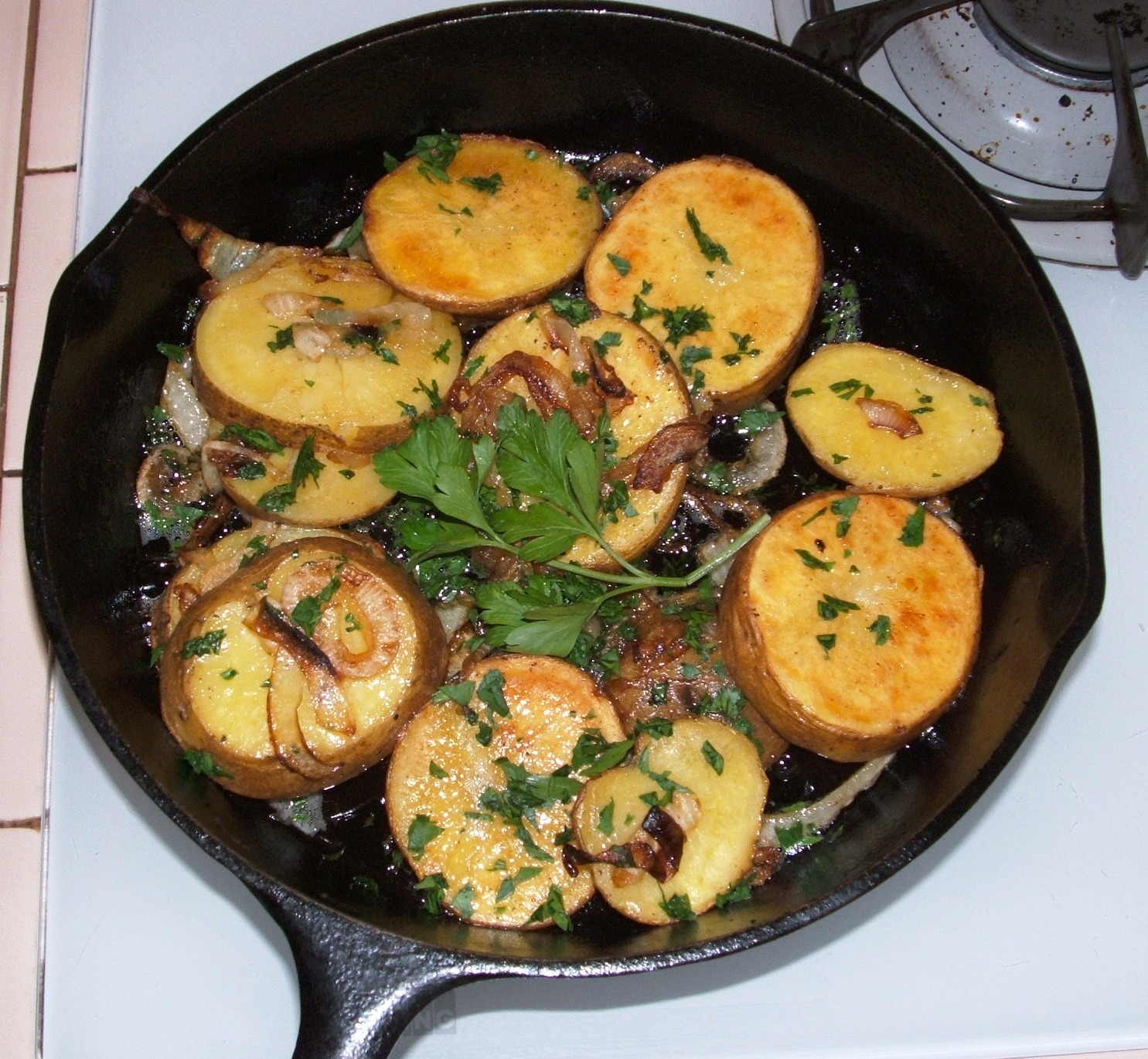
Pommes de terre à la lyonnaise

Pommes de terre à la lyonnaise, ook wel pommes lyonnaise (letterlijk: Lyonese aardappelen), is een gerecht van aardappelen met uien en peterselie. 
De aardappelen worden voor deze bereiding in plakjes gesneden en gebakken in een pan met boter, waaraan gesneden ui en gehakte peterselie wordt toegevoegd. De aardappelen kunnen ofwel als rauwe plakjes worden gebakken ofwel vooraf in hun geheel in water gekookt en nadien gesneden.
Het gerecht wordt voor het eerst genoemd in 1806 in het receptenboek Le Cuisinier impérial (Alexandre Viard).